# Classe Hawkins
A Classe Hawkins foi a primeira classe de cruzadores pesados operada pela Marinha Real Britânica, composta pelo HMS Hawkins, HMS Raleigh, HMS Frobisher, HMS Effingham e HMS Vindictive, este último inicialmente convertido em porta-aviões ainda durante sua construção mas depois convertido de volta para cruzador. A classe foi projetada durante a Primeira Guerra Mundial com o objetivo de fazer frente aos navios corsários alemães que estavam atacando embarcações mercantes britânicas, com seu projeto tendo sido inspirado nos cruzadores rápidos da Classe Birmingham e equipado com caldeiras mistas a óleo combustível e carvão para poderem atuar em qualquer lugar do mundo.
Os cruzadores da Classe Hawkins eram armados com uma bateria principal composta por sete canhões de 191 milímetros montados em sete montagens giratórias únicas. Tinham um comprimento de fora a fora de 184 metros, boca de dezenove metros, calado de cinco metros e um deslocamento carregado de treze mil toneladas. Seus sistemas de propulsão eram compostos por oito a doze caldeiras mistas a óleo combustível e carvão que alimentavam quatro turbinas a vapor, que por sua vez giravam quatro hélices até uma velocidade máxima de trinta nós (56 quilômetros por hora). Os navios também eram protegidos por um cinturão de blindagem com 38 a 76 milímetros de espessura.
Os navios começaram suas carreiras servindo ao redor do Império Britânico. O Raleigh deu perda total em 1922 depois de encalhar no litoral da Terra Nova, enquanto o Hawkins, Frobisher, Effingham tornaram-se navios-escola na década de 1930, mas com o início da Segunda Guerra Mundial em 1939 voltaram à ativa. Foram empregados principalmente em deveres de escolta de comboios no Oceano Atlântico e no Oceano Índico, mas o Hawkins e Frobisher também participaram da Invasão da Normandia. O Effingham foi afundado em 1940 durante a Campanha da Noruega. O Vindictive atuou como um navio de reparos. Os sobreviventes foram descomissionados após a guerra e desmontados.